# Altiplà de Transsilvània

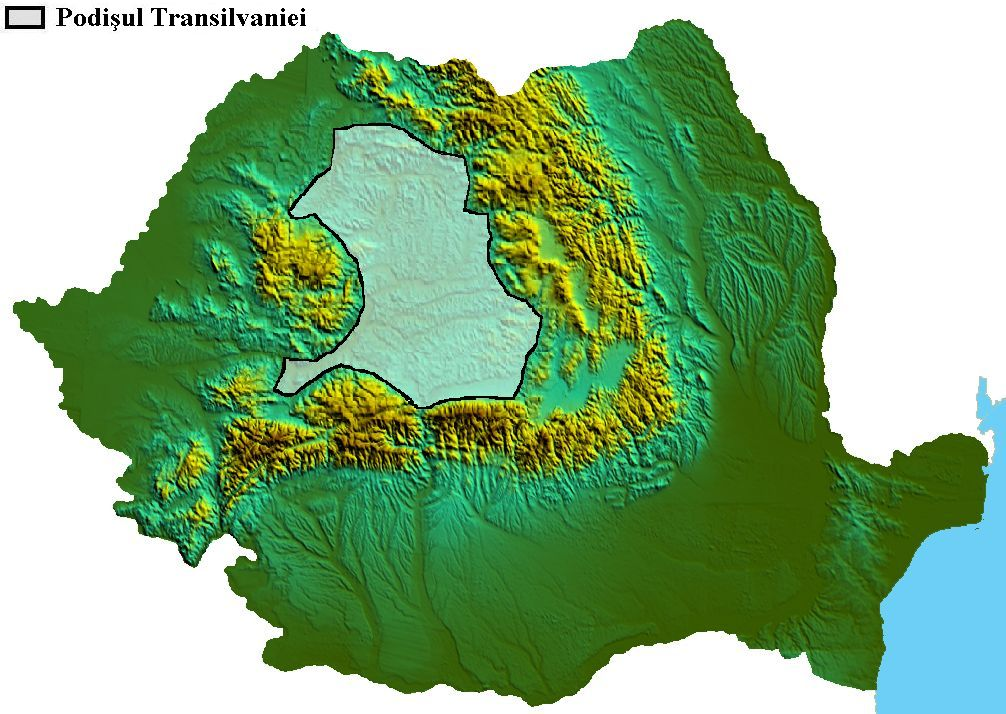

L'Altiplà de Transilvania (en romanès: Podişul Transilvaniei; en hongarès: Erdélyi-medence) és un altiplà a Romania central que ocupa el centre del país; és format per una sèrie de nivells d'aplanament i per una cubeta sedimentària de dipòsits paleogènics, miocènics i pliocènics, i que els afluents del Tisza han tallat en àmplies valls.
L'altiplà resta a l'interior i pren el seu nom de la regió històrica de Transsilvània, i està gairebé enterament vorejat per les branques orientals, meridionals i occidentals romaneses dels monts Carpats. Cal destacar-ne dos sectors ben diferenciats: el sector Nord, menys elevat, i conegut com a Plana Transsilvana, on sovintegen les llacunes, i el Sud, més elevat, accidentat per profundes valls.
Té una altitud de 300-500 metres sobre el nivell del mar.
L'altiplà de Transsilvània, els monts Carpats i les terres baixes a l'oest de Romania es caracteritzen per un clima continental. La temperatura canvia molt al llarg de l'any, amb estius càlids i hiverns frígids. Grans boscos cobreixen part de l'altiplà i de les muntanyes.